# Farinelli - Voce regina
Farinelli - Voce regina è un film del 1994 diretto da Gérard Corbiau.
Pellicola di produzione italo-francese sulla vita del celebre cantante castrato del XVIII secolo Carlo Broschi, in arte Farinelli. Il film è stato premiato come miglior film straniero ai Golden Globe e ha ricevuto una candidatura all'Oscar.

## Trama
Napoli, primi del 1700. Il piccolo Carlo Broschi è un bambino prodigio dotato di una meravigliosa voce bianca; il fanciullo prende lezioni dal celebre maestro Nicola Porpora; assieme a lui c'è anche suo fratello maggiore, Riccardo, aspirante compositore, dotato però di scarso talento. Carlo rimane traumatizzato dalla tragica morte di un sopranista: l'uomo, castrato in tenera età perché mantenesse la voce bianca, prima di suicidarsi gettandosi da una galleria di un teatro, raccomanda a Carlo di non lasciare che gli facciano quello che hanno fatto a lui. Rassicurato dal fratello Riccardo, di cui si fida ciecamente, Carlo riprende a cantare ma, successivamente, proprio Riccardo, approfittando dello stato di incoscienza del bambino dovuto alla febbre, lo narcotizza somministrandogli dell'oppio e lo fa castrare da un medico.
Passano gli anni: Carlo è ormai adulto e non ricorda cosa sia successo ed il perché della sua menomazione: Riccardo, interrogato al riguardo, gli ha accennato in maniera vaga ad un "incidente a cavallo". Durante una fiera, Carlo raccoglie la sfida di un suonatore di trombetta, riuscendo ad emettere con la sua potente voce toni molto più acuti del musicista; la sua vittoria, che gli vale il soprannome di "Farinelli", viene notata dal grande compositore Georg Friedrich Händel. Quest'ultimo si reca da Carlo, proponendogli di cantare le sue opere; per Carlo sembra un sogno che sta per realizzarsi, ma quando vede che Händel deride e disprezza Riccardo per le sue scarse doti, si infuria e sputa in faccia al compositore, provocandone l'ira ed allontanandolo definitivamente. Carlo e Riccardo si recano così a Vienna, dove Carlo diviene famoso e conosciuto in gran parte d'Europa con il nome d'arte di Farinelli, mentre Riccardo comincia a scrivere (con risultati mediocri) un'opera per Carlo, intitolata L'Orfeo.
Qualche tempo dopo, i due fratelli si recano a Londra, su richiesta del vecchio maestro di Carlo, Nicola Porpora: il compositore napoletano, che lavora all'Opera della Nobiltà, è in competizione diretta con Händel (che lavora per un altro teatro londinese, il Covent Garden) ed ingaggia Farinelli per avere un vantaggio sull'avversario, che sembra avere più successo di lui. Farinelli, dotato di una bellezza androgina, fa strage di cuori tra le giovani dame, ma ben presto si sparge la voce che, data la sua condizione, è impossibilitato ad avere rapporti sessuali; durante l'atto, infatti, si fa sostituire dal fratello, che lo porterebbe a termine. Carlo va a trovare Händel, poiché il suo sogno di lavorare per lui non si è mai sopito, ma quest'ultimo, ancora adirato nei suoi confronti, lo insulta ripetutamente definendolo "un essere asessuato" e lo scaccia; Carlo però, approfittando di un momento di distrazione del compositore, gli sottrae il suo ultimo manoscritto.
Dal dialogo con Händel, Carlo ha compreso la verità: Riccardo lo ha tradito, facendolo castrare quand'era piccolo, per poi mentirgli raccontandogli la storia dell'incidente a cavallo per non traumatizzarlo. Furioso, Carlo affronta Riccardo e a nulla valgono le giustificazioni del fratello, che viene licenziato e disconosciuto da Carlo. Successivamente, Farinelli porta in scena, sotto alla direzione di Porpora, l'opera rubata ad Händel; quest'ultimo, poco prima dell'esibizione, rimprovera duramente Farinelli; prima di andarsene, Händel rivela a Farinelli che, per colpa sua, non comporrà mai più. Ma questo non ferma il cantante che, grazie alle sue straordinarie qualità canore ed interpretative, unite alla superba musica di Händel, riscuote un enorme successo: lo stesso Händel, seduto in galleria, dopo aver assistito all'opera, in preda all'estasi scatenata dall'assolo di Farinelli, viene colto da un malore.
Nel suo periodo sotto la direzione di Porpora, Carlo conosce la vedova inglese Margareth Hunter, una donna di mezz'età accanita sostenitrice del compositore; la donna, alquanto tormentata, ha un figlio, Benedict, reso infermo da una malattia congenita, ed una nipote nubile, la bella Alexandra Keene. Maturando un grande affetto per Benedict, Carlo, che vorrebbe crearsi una famiglia ed essere padre, chiede a Margareth di sposarlo, ma lei in tutta risposta scoppia a ridere assieme a Porpora, per poi rifiutare, sostenendo che porta ancora il lutto (mentre in realtà è palese che sta mentendo ed il suo rifiuto è dovuto al fatto che non vuole sposare un castrato) e provocando una forte rabbia e delusione in Carlo, il quale, sentendosi umiliato e tradito da tutti, lascia la Gran Bretagna, seguito da Alexandra, innamorata di lui.
Nel frattempo, Riccardo, addolorato e rinchiusosi in isolamento nella soffitta del Teatro della Nobiltà, riesce a riscrivere decentemente L'Orfeo; Händel, recatosi lì per riavere l'opera, scopre che i due fratelli si sono divisi e che Carlo è già partito; leggendo l'opera di Riccardo, la trova discreta e decide di aiutarlo a terminarla. Tre anni dopo, Riccardo, vagando per il mondo alla ricerca del fratello, scopre che quest'ultimo si trova in Spagna, a Madrid, alla corte di re Filippo V; il sovrano, perennemente indisposto, trova ormai sollievo solo nella voce di Farinelli, così ha reclutato il cantante per il resto della sua vita. Non senza difficoltà, Riccardo riesce a farsi ricevere dal fratello, che lo odia e non vuole più vederlo; per farsi perdonare, Riccardo offre a Carlo L'Orfeo, dicendo che l'ha scritto solo per lui, e gli propone di lasciare la Spagna per tornare a calcare insieme i teatri di tutto il mondo, come facevano un tempo; ma Carlo rifiuta, rendendo al fratello lo spartito, poiché un contratto lo lega ormai indissolubilmente al sovrano di Spagna per il resto dei suoi giorni.
Subito dopo, si verifica una grande eclissi: il re, turbato, chiede a Farinelli di "far ritornare il sole"; quest'ultimo canta fino al termine dell'eclissi, mentre Riccardo, capito ormai di non avere più alcuno scopo nella vita, decide di suicidarsi tagliandosi le vene. Risvegliatosi in camera da letto, scopre che Carlo lo ha perdonato e gli ha salvato la vita; poi, vedendo Carlo ed Alexandra a letto, comprende qual è il desiderio di Carlo (cioè avere una famiglia ed essere padre) e, come è accaduto in passato altre volte, si sostituisce a lui, mettendo incinta Alexandra, per poi fuggire a cavallo lontano da Madrid dopo aver distrutto lo spartito de L'Orfeo.

## Produzione
L'attore Stefano Dionisi, che interpreta il protagonista, recita le battute di dialogo, mentre nelle parti cantate, per riprodurre la particolarissima voce di un castrato, sono state registrate separatamente le voci di un soprano donna, Ewa Małas-Godlewska, e di un controtenore uomo, Derek Lee Ragin, e poi mixate insieme con mezzi digitali.
Il consulente musicale del film è Christophe Rousset, clavicembalista e direttore d'orchestra francese, esperto di musica barocca.

## Colonna sonora
- Qual guerriero in campo armato (da Idaspe di Riccardo Broschi)
- Ombra fedele anch'io (da Idaspe di Riccardo Broschi)
- Son qual nave (da Artaserse di Johann Adolf Hasse)
- Se al labbro mio non credi di Riccardo Broschi
- De torrente (da Dixit Dominus di Georg Friedrich Händel)
- Overture da Rinaldo (di Georg Friedrich Händel)
- Cara sposa, amante cara (da Rinaldo di Georg Friedrich Händel)
- Venti, turbini, prestate (da Rinaldo di Georg Friedrich Händel)
- Lascia ch'io pianga (da Rinaldo di Georg Friedrich Händel)
- Overture da Artaserse (di Johann Adolf Hasse)
- Generoso risvegliati oh core (da Cleofide di Johann Adolf Hasse)
- Salve regina di Giovanni Battista Pergolesi
- Alto Giove (da Polifemo di Nicola Porpora)

## Distribuzione
Il film è stato distribuito dalla I.I.F. - Skorpion Entertainment.

## Riconoscimenti
- 1995 - Premio Oscar
  - Candidatura per il Miglior film straniero
- 1995 - Golden Globe
  - Miglior film straniero
- 1995 - David di Donatello
  - Migliori costumi a Olga Berluti e Anne de Laugardière
  - Candidatura per la Migliore scenografia a Gianni Quaranta
- 1995 - Premio César
  - Miglior scenografia a Gianni Quaranta
  - Miglior sonoro a Jean-Paul Mugel e Dominique Hennequin
  - Candidatura per i Migliori costumi a Olga Berlutti e Anne de Laugardière